# Blanca (Sevnica)
Blanca (Duits: Schellenberg in der Steiermark) is een plaats in Slovenië en maakt deel uit van de gemeente Sevnica in de NUTS-3-regio Spodnjeposavska. De plaats telde 242 inwoners op 1 januari 2020.